# Xã Jenkins, Quận Mitchell, Iowa
Xã Jenkins (tiếng Anh: Jenkins Township) là một xã thuộc quận Mitchell, tiểu bang Iowa, Hoa Kỳ. Năm 2010, dân số của xã này là 894 người.